# Fronhofen (Bissingen)

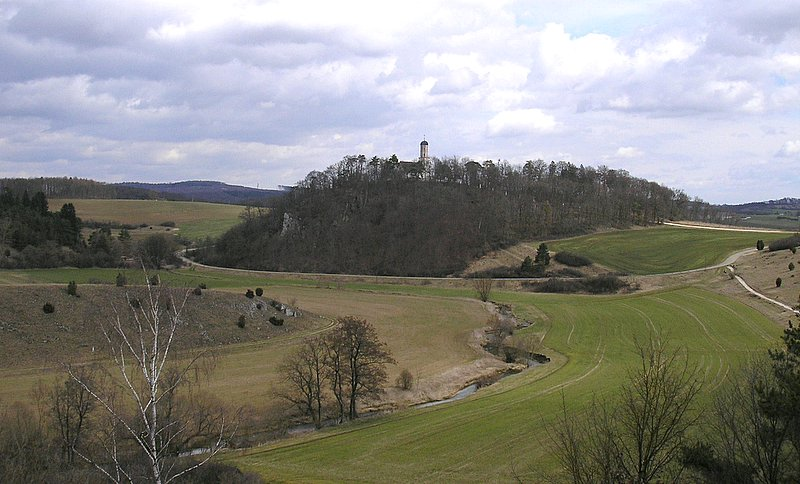
Der Michelsberg bei Fronhofen

Fronhofen ist ein Gemeindeteil von Bissingen im schwäbischen Landkreis Dillingen an der Donau in Bayern. Der Ort wurde am 1. Januar 1972 in den Markt Bissingen eingegliedert. Er liegt vier Kilometer nordwestlich von Bissingen auf dem Höhenrücken der Kessel. Die höchste Höhe beträgt 485 m.

## Geographie
Ein großer Teil der Flur von Fronhofen liegt im Landschaftsschutzgebiet Oberes Kesseltal.  

## Geschichte
Der Name Fronhofen weist auf eine Gründung als Fronhof eines Adelsgeschlechts hin. Vom Herrensitz (siehe auch Burgstall Fronhofen) sind keine Überreste vorhanden. Um 1140/50 sind die Herren von Fronhofen überliefert, zu dieser Zeit kam der Besitz an die Herren von Hohenburg, die auf der 500 Meter westlich gelegenen Hohenburg saßen. Fronhofen teilte nun die Geschichte der Herrschaft Hohenburg, die vor 1281 an die Grafen von Oettingen verkauft wurde.

## Religionen
Fronhofen war Sitz einer alten Pfarrei. Im 16. Jahrhundert kamen zur Pfarrei Fronhofen die katholischen Untertanen der Herrschaft Hohenburg-Bissingen in den Orten Thalheim, Oberringingen, Obermagerbein, Hochdorf, Tuifstädt, Warnhofen (bis 1843) und Burgmagerbein.  
Die Pfarrkirche ist nicht die im Ort stehende Mariahilfkirche, sondern die auf dem Michelsberg, 500 Meter nördlich von Fronhofen, sich befindende Michaelskirche.
Der Ortsfriedhof auf dem Michelsberg an der Kirche St. Michael wurde im Jahre 2008 im Friedhofsprojekt des Bayerischen Landesvereins für Familienkunde fotografiert. Über 300 Grabinschriften sind abrufbar.

## Bevölkerungsentwicklung
| 1840 | 1875 | 1939 | 1950 | 1961 | 1970 | 1980 | 2000 |
| ---- | ---- | ---- | ---- | ---- | ---- | ---- | ---- |
| 152  | 189  | 188  | 228  | 188  | 163  | 144  | 142  |

## Baudenkmäler
Ein unter Denkmalschutz stehender Kreuzweg führt zu der nördlich auf einer Anhöhe gelegenen Michaelskirche von Fronhofen. Die 14 Stationen wurden von dem Bildhauer und Maler Wilhelm Joseph Niessen (* 1827 in Köln; † 1910 in München) in den Jahren 1880 und 1881 geschaffen.
Siehe auch: Liste der Baudenkmäler in Fronhofen